# Epicoccum neglectum
Epicoccum neglectum är en lavart som beskrevs av Desm. 1842. Epicoccum neglectum ingår i släktet Epicoccum och familjen Pleosporaceae.   Inga underarter finns listade i Catalogue of Life.